# 파키스탄 무슬림 연맹 나와즈파
파키스탄 무슬림 연맹 나와즈파(우르두어 پاکستان مسلم لیگ ن, Pakistan Muslim League (Nawaz), 약칭은 PML-(N), PMN-N, PMLN)은 파키스탄의 중도 우파, 이슬람 민주주의 정당이다. 당은 인도와 외교적, 영토 관련 문제에서 내셔널리즘적인 견해를 취하고 있기 때문에 친중적 성향이 두드러진다. 나와즈 샤리프가 이끌고 있다가 비리 혐의로 인해 대법원에서 유죄판결을 확정받고 강제로 퇴출당한 후에 그의 동생인 셰바즈 샤리프가 이끌고 있다.

## 개요
1988년 11월 16일 설립. 파키스탄 무슬림 연맹의 내부 분파였다가 독립 정당이 됐다. 2013년 총선에서 최대 정당으로 부상했다. 본부는 펀자브 주에 있다. 2022년부터 파키스탄 정의운동의 당총재이던 임란 칸 파키스탄 이슬람 공화국 국무총리가 일대일로에 의한 국가부도 위기와 코로나바이러스감염증-19의 팬데믹과 지나친 친중·친러외교로 인해 파키스탄 하원에서 축출되고 이 당의 총재인 셰바즈 샤리프가 하원에서 국무총리로 선출되어 다시 여당이 되어 현재까지 집권 중이다.

## 같이 보기
- 무함마드 알리 진나
- 나와즈 샤리프
- 리아콰트 알리 칸
- 파키스탄 운동
- 이슬람 민주주의 정당 목록